# Charles de Tolnay
Charles de Tolnay, né Károly von Tolnai (27 mai 1899 - 17 janvier 1981), était un historien de l'art hongrois et un expert de Michel-Ange. Selon Erwin Panofsky, il était « l'un des historiens de l'art les plus brillants » de son temps,,.

## Biographie
Charles de Tolnay est né à Budapest. Il était le fils d'Arnold von Tolnai, un fonctionnaire de l'administration hongroise. En 1918, il a commencé à étudier l'histoire de l'art et l'archéologie sous le nom de Karl Tolnai en Allemagne. Il étudie d'abord à l'Université de Berlin (sous Adolph Goldschmidt), puis à l'Université de Francfort (sous Rudolf Kautzsch (de)).
Au cours de ces premières années, il était également un grand voyageur. Entre 1921 et 1922, il effectue son premier voyage en Belgique au cours duquel il visite Bruxelles, Anvers, Louvain, Gand, Bruges et Liège. En 1923, il visite Paris, l'Occitanie, l'Espagne, Lisbonne, Turin, Milan et Venise. En 1924, il fit un voyage de cent jours en Italie, visitant Florence et Rome, où il fut frappé par l'art de Michel-Ange,.
Il a continué à étudier l'histoire de l'art à l'Université de Vienne (sous Julius von Schlosser et Max Dvořák). Il a écrit alors une thèse sur Jérôme Bosch (1925).
En 1928, il devient maître de conférences à l'Université de Hambourg et ami du jeune Erwin Panofsky. Là, Tolnay a écrit son texte d'habilitation sur l'architecture tardive de Michel-Ange (1929). Il a ensuite déménagé à Rome, où il a effectué de nombreuses recherches à la Bibliotheca Hertziana. Entre 1934 et 1939, il enseigne l'histoire de l'art à la Sorbonne, où il change de nom pour Charles de Tolnay. En 1939, il a immigré aux États-Unis, où il est devenu citoyen en 1945. Il travaille alors à l'Institute for Advanced Study de Princeton pendant quelques années. Selon Ernest Hatch Wilkins (de), « Parmi les nombreux spécialistes résidant à l'Institute for Advanced Study, aucun n'est probablement un enquêteur plus infatigable que Charles de Tolnay, autorité hongroise sur l'art de la Renaissance ». En 1953, Tolnay est nommé professeur d'histoire de l'art à l'Université Columbia. Il quitte cette fonction en 1965 pour devenir directeur de la Casa Buonarroti de Florence, qu'il aide à réorganiser,. L'année suivante, en raison des inondations, il organise le sauvetage et la restauration des œuvres et des documents de la Casa Buonarroti.
Il a écrit des ouvrages fondamentaux sur la peinture flamande, notamment Bosch, Jan van Eyck, le maître de Flémalle, Hugo van der Goes et Pierre Paul Rubens. Mais aussi sur la peinture hollandaise plus tardive avec Rembrandt et Jan Vermeer. À partir de 1943, son attention s'est concentrée sur Michel-Ange, ce qui a donné lieu à une étude en cinq volumes sur son travail, qui a été considérée comme « la plus grande et la plus savante étude de Michel-Ange de notre génération ». Sont également importants ses écrits sur la cour de Matthias Corvinus, roi de Hongrie et de Croatie, et les œuvres de Bicci di Lorenzo, Masaccio, Filippo Lippi, Domenico Ghirlandaio, Raphael, Leonardo da Vinci, Tintoretto, Pontormo, Diego Velázquez, Nicolas Poussin, Antoine Watteau, Eugène Delacroix, Paul Cézanne et autres.
Tolnay est décédé le 17 janvier 1981 à Florence.
Selon Erwin Panofsky, Tolnay « excelle par une rare combinaison d'imagination scientifique constructive et de connaissance approfondie… Grâce à son énergie extraordinaire, le Dr. Tolnay a grandement favorisé notre connaissance de Bosch, Breughel et plus particulièrement Michel-Ange ».
Son travail sur Michel-Ange a été poursuivi par James Sloss Ackerman.

## Publications de Charles de Tolnay
- Die Zeichnungen Pieter Bruegels . Munich 1925.
- Die späten architektonischen Projekte Michelangelos . Hambourg, 1929.
- Pierre Bruegel l'ancien . 2 vols. Bruxelles, 1935.
- Jérôme Bosch . Bâle, 1937.
- Le Maître de Flémalle et les frères Van Eyck . Bruxelles, 1939.
- Histoire et technique des dessins anciens: un manuel . New York, 1943.
- Michel-Ange . 5 vols. Princeton, 1943-1960.
- Jérôme Bosch . Londres, 1966.
- Nuove osservazioni sulla Cappella medicea . Rome, 1968.
- Il riordinamento delle collezioni della casa Buonarroti a Firenze . Rome, 1969.
- L'omaggio a Michelangelo di Albrecht Dürer . Rome, 1970.
- L '"Ultimo" ritratto di Galileo Galilei . Rome, 1975.
- Corpus dei disegni di Michelangelo . Novara, 1975-1980.